# 库马列伊卡市镇
库马列伊卡市镇（俄语：Кумарейское муниципальное образование）是俄罗斯联邦伊尔库茨克州巴拉甘斯克区所属的一个市镇。其下辖有个居民点，行政中心为库马列伊卡。据2016年统计，该市镇的人口为989人。